# Juan Tizol
Juan Tizol, (Vega Baja vagy San Juan, 1900. január 22. –‎ Inglewood, 1984. április 23.) Juan Tizol Martínez Puerto Ricó-i dzsesszharsonás, zeneszerző. Leginkább a Duke Ellington Big Band tagjaként, valamint a Caravan, „Pyramid” és „Perdido” című  dzsessz-sztenderdek szerzőjeként vált híressé.

## Pályafutása
Tizol életében a zene kiskorától kezdve élete nagy részét képezte. Bár első hangszere a hegedű volt, hamarosan áttért a szelepharsonára, arra a hangszerre, amelyen pályafutása során játszott.
Zenei képészét főleg nagybátyjától, Manuel Tizoltól kapta, aki a San Juan-i önkormányzati zenekar igazgatója volt. Tizol fiatal korában nagybátyja zenekarában játszott, és tapasztalatokat szerzett helyi operákban, balettekben és tánczenekarokban is. 1920-ban csatlakozott egy zelekarhoz, amellel az Egyesült Államokba utazott. Washingtonban telepedett le, a Howard Színházban turnézó műsorokban és némafilmekhez zenélt. A Howardnál találkozott először Duke Ellingtonnal, és 1929. közepén csatlakozott Ellington zenekarához. Arthur Whetsel trombitás hívta oda.
Tizol Tricky Sam Nanton mellett ült a harsonaszekcióban, és ő lett az ötödik hang Ellington zenekarának rézfúvósainál. Ellington most már írhatott harsonákra is ahelyett, hogy csak trombitákkal játszana. Tizol gazdag, meleg tónusa a szaxofonszekcióhoz is jól illett. Nagy pontossággal játszott, és a harsonaszekció fix pontja volt. Viszont Tizol nem volt ugyan jelentős improvizátor, mégis gyakran szerepelt olyan írott szólókban, amelyek megmutatták technikáját és mozgékonyságát.
Az 1930-as,-40-es években számos közreműködése volt Ellington zenekarában. Felada az volt az is, hogy Ellington partitúráiból másoljon ki egyes részeket. Tizol kivonatolta a következő műsorokhoz szükséges zenei kellékeket.
A zenekarnak is komponált. Mercer Ellington egyszer elmesélte, hogy Tizol a „Caravan” dallamát abból származtatta, aamikor Puerto Ricóban tanult zenét, nem engedhettek meg maguknak a sok kottát. A zenetanár fejjel lefelé fordította a lapot, így megtanultak a lapok másik oldaláról is játszani. Ez a technika „invertálás” néven vált ismertté. Tizol feladata volt latin hatásokat is hozni az Ellington zenekarba: például a „Moonlight Fiesta”, a „Jubilesta” és a „Conga Brava”.
Tizol 1944-ben hagyta el Ellington zenekarát, hogy a Harry James Orchestra-ban játszhasson és több időt tölthessen feleségével − aki Los Angelesben élt.
1951-ben Ellingtonnál játszott, de 1953-ban visszatért Harry Jameshez, és karrierje hátralévő részében túlnyomórészt a nyugati parton maradt. Tizol nagyon rövid időre visszatért Ellington együtteséhez az 1960-as évek elején, de aztán Los Angelesben visszavonult.

## Lemezek

### Louis Bellson
- Journey Into Love (1954)
- Drumorama! (1957)
- Music: Romance and Especially Love (1957)
- The Brilliant Bellson Sound (1960)
- Louis Bellson Swings Jule Styne (1960)
- Live in Stereo 1959: at the Flamingo Hotel Vol. 1 (1992)

### Duke Ellington
- Ellington Uptown (1951)
- Ellington '55 (1954)
- Seattle Concert (1954)
- Ellington Showcase (1956)
- Liberian Suite and a Tone Parallel to Harlem (1956)
- Piano in the Background (1960)
- Selections from Peer Gynt Suites Nos. 1 & 2 and Suite Thursday (1960)
- The Nutcracker Suite (1960)
- Paris Blues (1961)

### Harry James
- Dancing in Person with Harry James at the Hollywood Palladium (1954)
- Soft Lights: Sweet Trumpet (1954)
- Harry James in Hi-fi (1955)
- Jazz Session (1955)
- Juke Box Jamboree (1955)
- More Harry James in Hi-fi (1956)
- Requests On-the-Road (1962)

### Mások
- Count Basie: First Time! The Count Meets the Duke (1962)
- Benny Carter: Cosmopolite (1954)
- Nat King Cole: After Midnight (1956)
- Nat King Cole: The Piano Style of Nat King Cole (1956)
- Maxwell Davis: Compositions of Duke Ellington and Others (1960)
- Ella Fitzgerald: Get Happy! (1959)
- Ella Fitzgerald: Ella Fitzgerald Sings the Irving Berlin Song Book Vol. 1 (1960)
- Peggy Lee: The Man I Love (1957)
- Peggy Lee: Jump for Joy (1958)
- Frank Sinatra: Frank Sinatra Sings for Only the Lonely (1958)